# Рањеник
Рањеник је југословенска мини-серија од три епизоде, снимана 1988. године у режији Саве Мрмака и у продукцији ТВ Сарајево.

## Радња
Радња серије се дешава 1943. године, група партизана покушава да сакрије рањенике, али то није лако јер су умешани партизани, Немци, усташе, четници и становници села.

## Улоге
| Глумац                 | Улога                            |
| ---------------------- | -------------------------------- |
| Јовица Јашин           | Симо (3 еп. 1989)                |
| Владо Керошевић        | Стјепан (3 еп. 1989)             |
| Игор Первић            | Никола (3 еп. 1989)              |
| Мира Ступица           | Старица (3 еп. 1989)             |
| Вера Вељовић Јовановић | Јелена (3 еп. 1989)              |
| Изудин Бајровић        | Јоза (2 еп. 1989)                |
| Иван Бекјарев          | Четнички командант (2 еп. 1989)  |
| Миодраг Кривокапић     | Петар (2 еп. 1989)               |
| Миленко Павлов         | Стојан (2 еп. 1989)              |
| Харис Бурина           | Алија (1 еп. 1989)               |
| Нада Ђуревска          | (1 еп. 1989)                     |
| Ранко Гучевац          | (1 еп. 1989)                     |
| Давор Јањић            | Иван (1 еп. 1989)                |
| Драган Јовичић         | Партизански комесар (1 еп. 1989) |
| Ранко Ковачевић        | (1 еп. 1989)                     |
| Бора Ненић             | (1 еп. 1989)                     |
| Аднан Палангић         | (1 еп. 1989)                     |
| Бошко Пулетић          | (1 еп. 1989)                     |
| Борис Радмиловић       | (1 еп. 1989)                     |

 Остале улоге  ▼
| Глумац            | Улога                         |
| ----------------- | ----------------------------- |
| Мијат Радоњић     | Митар (1 еп. 1989)            |
| Рас Растодер      | (1 еп. 1989)                  |
| Сабрина Садиковић | (1 еп. 1989)                  |
| Иван Шебаљ        | Илија (1 еп. 1989)            |
| Љубо Шкиљевић     | (1 еп. 1989)                  |
| Зоран Станишић    | Нијемац (1 еп. 1989)          |
| Жељко Стјепановић | Станко (1 еп. 1989)           |
| Мирза Тановић     | Усташа (1 еп. 1989)           |
| Алеш Валич        | Њемачки поручник (1 еп. 1989) |
| Стане Потиск      | Њемачки капетан (1 еп. 1989)  |

Комплетна ТВ екипа  ▼
| Редитељ                   | Сава Мрмак            | (3 еп. 1989)                         |
| Сценариста                | Синиша Павић          | (3 еп. 1989)                         |
| Продуцент                 | Един Лонић            | (3 еп. 1989)                         |
| Продуцент                 | Бранислав Спасојевић  | (3 еп. 1989)                         |
| Директор фотографије      | Мухамед Хацимић       | (3 еп. 1989)                         |
| Mонтажер                  | Мишо Пејовић          | (2 еп. 1989)                         |
| Сценограф                 | Мухамед Хаџиосмановић | (3 еп. 1989)                         |
| Уметнички директор        | Зоран Милићевић       | (3 еп. 1989)                         |
| Декоратер сцене           | Здравко Благојевић    | (3 еп. 1989)                         |
| Костимограф               | Карло Клеменчић       | (3 еп. 1989)                         |
| Одсек за шминку           | Елма Хамзић           | шминкер (3 еп. 1989)                 |
| Одсек за шминку           | Самира Колчак         | шминкер (3 еп. 1989)                 |
| Одсек за шминку           | Томица Маркуновић     | шминкер (3 еп. 1989)                 |
| Менаџер продукције        | Раде Бојат            | вођа снимања (3 еп. 1989)            |
| Менаџер продукције        | Катарина Грегурић     | директор филма (3 еп. 1989)          |
| Помоћник режије           | Мирза Хадзибеговиц    | други помоћник редитеља (3 еп. 1989) |
| Помоћник режије           | Радојко Јоксић        | први помоћник редитеља (3 еп. 1989)  |
| Уметнички одсек           | Иван Чистопољски      | патинер (3 еп. 1989)                 |
| Уметнички одсек           | Мирсад Хуковић        | сценски реквизитер (3 еп. 1989)      |
| Уметнички одсек           | Младен Озимица        | сценски реквизитер (3 еп. 1989)      |
| Уметнички одсек           | Горан Радовић         | сценски реквизитер (3 еп. 1989)      |
| Одсек за звук             | Предраг Додер         | Снимач звука (3 еп. 1989)            |
| Одсек за звук             | Жарко Драгић          | микроман (3 еп. 1989)                |
| Одсек за звук             | Жељко Живковић        | микроман (3 еп. 1989)                |
| Специјални ефекти         | Звјездан Јанић        | оружар (3 еп. 1989)                  |
| Специјални ефекти         | Младен Спрингер       | пиротехничар (3 еп. 1989)            |
| Каскадери                 | Стефан Алексов        | координатор каскадера (3 еп. 1989)   |
| Одсек за камеру и расвету | Хакија Хаџалић        | пратилац камере (3 еп. 1989)         |
| Одсек за камеру и расвету | Азем Херовић          | сценски радник (3 еп. 1989)          |
| Одсек за камеру и расвету | Здравко Калановић     | вођа расвете (3 еп. 1989)            |
| Одсек за камеру и расвету | Звјездан Калановић    | техничар за осветљење (3 еп. 1989)   |
| Одсек за камеру и расвету | Рамо Клепо            | сценски радник (3 еп. 1989)          |
| Одсек за камеру и расвету | Љубо Кочовић          | пратилац камере (3 еп. 1989)         |
| Одсек за камеру и расвету | Давор Пушкец          | техничар за осветљење (3 еп. 1989)   |
| Одсек за камеру и расвету | Есо Рамадановић       | фотограф (3 еп. 1989)                |
| Одсек за камеру и расвету | Ранко Шиповац         | пратилац камере (3 еп. 1989)         |
| Одсек за камеру и расвету | Војо Стјепановић      | пратилац камере (3 еп. 1989)         |
| Одсек за камеру и расвету | Зоран Танкосић        | сниматељ (3 еп. 1989)                |
| Одсек за камеру и расвету | Фарук Тукић           | техничар за осветљење (3 еп. 1989)   |
| Одсек за камеру и расвету | Јосип Ујевић          | пратилац камере (3 еп. 1989)         |
| Одсек за камеру и расвету | Мирослав Васић        | техничар за расвету (3 еп. 1989)     |
| Одсек за костим           | Сабахета Баџић        | гардеробер (3 еп. 1989)              |
| Одсек за костим           | Закира Смајловиц      | асистент костимграфа (3 еп. 1989)    |
| Одсек за монтажу          | Емир Салтагић         | видео миксер (3 еп. 1989)            |
| Музички одсек             | Варткес Баронијан     | музички сарадник (3 еп. 1989)        |
| Остала екипа              | Иванка Анђелић Борота | секретар продукције (3 еп. 1989)     |
| Остала екипа              | Мирослав Аврам        | лектор (3 еп. 1989)                  |
| Остала екипа              | Ибрахим Ферхатбеговиц | благајник за плате (3 еп. 1989)      |
| Остала екипа              | Милица Мрмак          | секретар режије (3 еп. 1989)         |
| Остала екипа              | Бранко Сух            | финансијски организатор (3 еп. 1989) |